# جامعة العلوم التطبيقية هوف
جامعة العلوم التطبيقية هوف (بالإنجليزية: University of Applied Sciences Hof)‏ هي جامعة للعلوم التطبيقية في ألمانيا.تأسست في عام 1994.